# 章元善

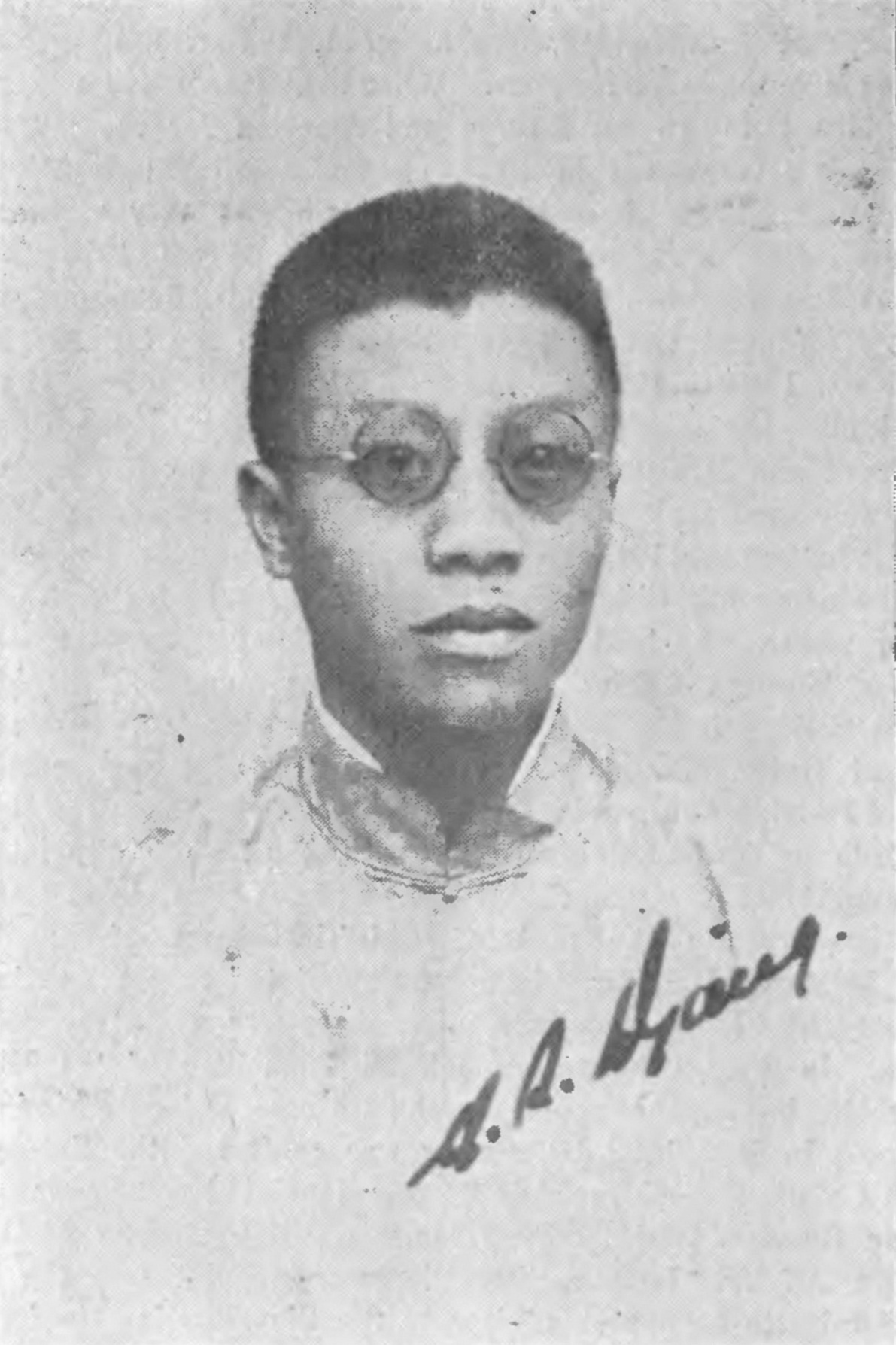

章元善（1892年10月1日—1987年6月5日），字彥馴，江苏苏州人，中国政治人物、慈善家，中国科学社创办人之一 ，中国民主建国会创始人之一，参与创办欧美同学会。

## 生平
章元善家祖籍浙江诸暨泰南村（现浣纱区太南村），后迁居江苏苏州。1915年，章元善毕业于美国康奈尔大学理学院化学系。同年，他参与创建中国科学社。此后，章元善历任南京国民政府实业部合作司司长、南京国民政府经济部商业司司长，中国国际救济委员会驻会常委。他参与创建了欧美同学会，并曾任华洋义赈会副总干事、总干事。
从1945年9月起到12月6日，他在日记中写到：“9月6日上午与黄任老、胡厥老谈民建事，午后在冉家巷开筹备会，到有黄炎培、杨卫玉、章乃器、吴羮梅、胡西园、孙起孟、章元善，会上大家认为组织政团的目的是争取和平统一民主建国，故决定命名为“民主建国会”，1945年，章元善创建的大量民建筹建工作後，参与中国民主建国会任常务理事。章元善参加民建初期，还有两件事，一件是目睹了1945年12月10日“较场口事件”，時重庆各界召开“庆祝政协成立大会”，章元善也在场，特务行凶，当时他还不是主席团成员，没有坐在主席台上，幸免一劫。另一件事是当时民建理监事中多数人还寄希望于美国特使、五星将军马歇尔，幻想通过马歇尔早日实现联合政府。因此推举了黄炎培、胡厥文、章乃器、施复亮和章元善5人作为代表，于1946年1月14日与马歇尔会见，章元善还担任翻译。马歇尔表面上赞同民建的“既不左倾、亦不右倾”的中间立场，实际上只是政治上的敷衍。马的态度使章元善深感失望。1949年，章元善作为代表出席中国人民政治协商会议第一届全体会议。中华人民共和国成立后，章元善担任中华人民共和国政务院参事、中国民主建国会第一至四届中央常委。1953年，章元善任欧美同学会理事长。章元善是第二届至第六届全国政协委员。1955年，章元善向故宫博物院捐献的书画、铜器、瓷器等文物330件。為人清貧，他曾開玩笑地說:我一生什麼財產也沒有“只有蘇州祖墳一塊地，還是我們兄弟四個的。”“只有你們六個孩子。”等話。1935年初的一天晚上，三個歹徒破門而入，洗劫了章家。劫匪將章元善的家人捆綁後，翻箱倒櫃，以為這裡藏有萬貫家財，最後卻只掠去60多元現金及一些衣物，搶去的幾樣首飾還是假的，另有一捆被抄走的紙包，歹徒以為是鈔票，其實是夫人張紹璣保存的歷年過年祖父為給孩子們壓歲錢而寫的封套。另一件事情發生在“文革”初期，北京鋼鐵學院的紅衛兵開著一輛大卡車來抄家，結果也只是抬走了一木箱書和幾件章夫人當年陪嫁的首飾。她一輩子也只有這么幾件，婚後從未添置過。1987年6月7日，章元善逝世，终年95岁。

## 家庭
- 妻：张绍玑

## 延伸阅读
[在维基数据编辑]
 《游美同學錄·章元善》，出自《游美同學錄》
 在维基共享资源阅览影像
| 中國科學社创办人（1915年）                                                         |
| ---------------------------------------------------------------------------------- |
| 任鸿隽 \| 秉志 \| 周仁 \| 胡明复 \| 赵元任 \| 杨杏佛 \| 过探先 \| 章元善 \| 金邦正 |